# Quadrantenflugregel
Die Quadrantenflugregel (englisch quadrantal rule) war bis zum 2. April 2015 die britische Variante der in Deutschland angewendeten Halbkreisflugregel im Flugverkehr. Sie diente dazu, Flugverkehr verschiedener Richtungen auseinanderzuhalten (zu „staffeln“). Im Gegensatz zur Halbkreisflugregel, die zwei Hauptrichtungen sowie IFR- und VFR-Verkehr unterscheidet, hatte die Quadrantenflugregel vier Hauptrichtungen, unterschied aber dafür nicht zwischen Verkehrsarten. Im Zuge der europaweiten Harmonisierung der Flugregeln wurde die Quadrantenflugregel am 2. April 2015 durch die Halbkreisflugregel ersetzt.
Die Quadrantenflugregel kam oberhalb der Übergangshöhe (transition altitude) oder oberhalb einer Flughöhe von 3000 Fuß AMSL und bis zur Flugfläche 245 zum Einsatz. (Darüber galt wegen zunehmender Ungenauigkeit der Höhenmessung eine Halbkreisflugregel.) Die Regel war für IFR-Verkehr bindend und für VFR-Verkehr empfohlen.
| magnetischer Kurs | Flughöhe nach Quadrantenflugregel                          |
| ----------------- | ---------------------------------------------------------- |
| 000–089           | ungerade Tausender (3000ft, 5000ft, FL70, FL90, ...)       |
| 090–179           | ungerade Tausender + 500 (3500ft, 5500ft, FL75, FL95, ...) |
| 180–269           | gerade Tausender (2000ft, 4000ft, FL60, FL80, ...)         |
| 270–359           | gerade Tausender + 500 (2500ft, 4500ft, FL65, FL85, ...)   |